# Anthalia mandalota
Anthalia mandalota är en tvåvingeart som beskrevs av Axel Leonard Melander 1927. Anthalia mandalota ingår i släktet Anthalia och familjen puckeldansflugor. Inga underarter finns listade i Catalogue of Life.